# Mühlheim am Main
Mühlheim am Main település Németországban, Hessen tartományban. Lakosainak száma 29 452 fő (2023. december 31.).

## Népesség
A település népességének változása:
| Lakosok száma | 26 485 | 28 318 | 28 403 | 28 902 | 29 252 | 29 452 |
|               | 2012   | 2017   | 2019   | 2021   | 2022   | 2023   |